# 1995年の経済
1995年の経済（1995ねんのけいざい）では、1995年（平成7年）の経済分野に関する出来事について記述する。

## できごと

### 1月
- 1月1日 - 世界貿易機関 (WTO) 発足
- 1月30日 - スズキが「カルタスクレセント」を発売（10月には「X-90」を発売）。